# Râul Răchitova
Râul Răchitova este un curs de apă, afluent al râului Galbena. 

## Hărți
- Harta Munților Poiana Ruscă  Arhivat în 12 martie 2010, la Wayback Machine.
- Harta Munților Retezat  Arhivat în 10 iulie 2012, la Wayback Machine.
- Harta județului Hunedoara